# Odontoscion dentex
 Odontoscion dentex  (engl. Riff croaker – Riff-Umber) ist eine Art aus der Familie der Umberfische (Sciaenidae), die vor der Südküste Floridas, in der Karibik und an der Atlantikküste von Costa Rica bis Nordwest-Brasilien vorkommt. Sie fehlt um die Bahamas. Für die Fischerei ist sie von geringer Bedeutung, größere Exemplare werden frisch vermarktet.

## Merkmale
Odontoscion dentex ist ein kleiner Fisch von durchschnittlich etwa 20 und höchstens 30 cm Länge mit länglichem, seitlich abgeflachtem Körper. Die Tiere sind silbrig-grau mit einem leichten Braunton und schwarzen Punkten auf den großen Schuppen. Diese sind an Körper und Kiemendeckel cycloid, auf dem Kopf, dem Präoperkulum und um die Augen ctenoid ausgebildet. Das große Maul ist leicht hängend, endständig bis leicht unterständig und enthält scharfe Zähne, die in weitem Abstand voneinander stehen. Im Oberkiefer sitzen vorne zwei etwas vergrößerte Fangzähne. An der Schnauze sitzen acht Poren, vier weitere am bartellosen Kinn. Das Präoperculum ist ganzrandig, das Innere des Kiemendeckels dunkel. Die Kiemenreuse weist 19 bis 25 gut ausgeprägte Dornen auf. An der Basis der Brustflossen ist ein großer, schwarzer Fleck. Der vordere Teil der Rückenflosse weist 11 oder zwölf Hartstrahlen auf, der hintere einen Hart- und 23 bis 26 Weichstrahlen. Von den beiden Hartstrahlen der Afterflosse erreicht der hintere etwa drei Viertel der Länge des ersten der 8 oder 9, selten 10 Weichstrahlen. Die Schwimmblase ist zweikammrig, wobei die vordere Kammer joch- und die hintere karottenförmig ist.

## Lebensweise
Die Tiere leben einzeln oder in Gruppen in flachem Wasser an Riffen und über sandigem Grund. Sie sind vorwiegend nachtaktiv und relativ scheu. Als Nahrung dienen Krustentiere, kleine Fische und deren Larven. Die Tiere können mit ihrer Schwimmblase, dumpfe, klopfende und seltener quakende Geräusche erzeugen.